# Monte Song
O Monte Song (em chinês: 嵩山; em pinyin: Sōngshān) é uma cadeia montanhosa na província de Honã. Contando com um pico de 5 000 metros, esta montanha é, muitas veze, apelidada de montanha sagrada, como uma referência às montanhas sagradas da China. 

## Geografia
A cadeia montanhosa de Songshan é composta por várias montanhas que podem chegar a 1 500 metros na cidade-condado de Dengfeng, na província de Honã. Com 36 cumes e uma extensão de 60 quilômetros, é composta pelo Monte Taishi e pelo Monte Shaoshi, com o pico mais alto a 1 512 metros acima do nível do mar. Os setes picos de Songshan se estendem por 64 quilômetros entre sa cidades de Luoyang e Zhengzhou. As encostas, de subida abrpta, são cobertas densamente por árvores, conferindo-lhe uma aparência única. Em contrapartida, o pico mais alto (Junji) atinge apenas 1 500 metros de altitude.

## Estruturas religiosas
A cadeia montanhosa é considerada uma das montanhas taoístas sagradas da China e, por isso, contém templos importantes, como o Templo de Zhongyue. Além disso, apresenta o Templo Shaolin, considerado o local de nascimento do Budismo Zen.